# NGC 1650
NGC 1650 est une lointaine et très vaste galaxie elliptique située dans la constellation de l'Éridan. NGC 1650 a été découverte par l'astronome américain Francis Leavenworth en 1885.

## Caractéristiques
Sa vitesse par rapport au fond diffus cosmologique est de 10 761 ± 22 km/s, ce qui correspond à une distance de Hubble de 159 ± 11 Mpc (∼519 millions d'al).
À ce jour, une mesure non basée sur le décalage vers le rouge (redshift) donne une distance d'environ 169,000 Mpc (∼551 millions d'al). Cette valeur est à l'intérieur des valeurs de la distance de Hubble. Notons cependant que c'est avec la valeur moyenne des mesures indépendantes, lorsqu'elles existent, que la base de données NASA/IPAC calcule le diamètre d'une galaxie et qu'en conséquence le diamètre de NGC 1650 pourrait être d'environ 105,8 kpc (∼345 000 al) si on utilisait la distance de Hubble pour le calculer.
Avec un diamètre d'environ 367 années-lumière, on peut considérer que NGC 1650 est une galaxie elliptique géante (cD).